# شريان معدي أيمن
شريان معدي أيمن (بالإنجليزية: Right gastric artery)‏ هو فرع من الشريان الكبدي الأصلي.